# Arfon Griffiths
Arfon Trevor Griffiths (MBE) (født 23. august 1941 i Wrexham, Wales) er en walisisk tidligere fodboldspiller (midtbane) og manager.
Griffiths' karriere strakte sig over 20 år, og blev primært tilbragt hos Wrexham F.C. i sin fødeby. I løbet af de to årtier nåede han at spille næsten 713 officielle kampe for klubben, hvilket giver ham holdets kamprekord. Han tilbragte også et enkelt år i England hos Arsenal, men vendte hurtigt tilbage til Wrexham.
Griffiths spillede desuden 17 kampe og scorede seks mål for det walisiske landshold. Hans første landskamp var et opgør mod Tjekkoslovakiet 21. april 1971, hans sidste en VM-kvalifikationskamp mod Skotland 17. november 1976. Han var også i en årrække manager, først for hjerteklubben Wrexham, og senere for Crewe i England.